# Schlösschen Schönburg

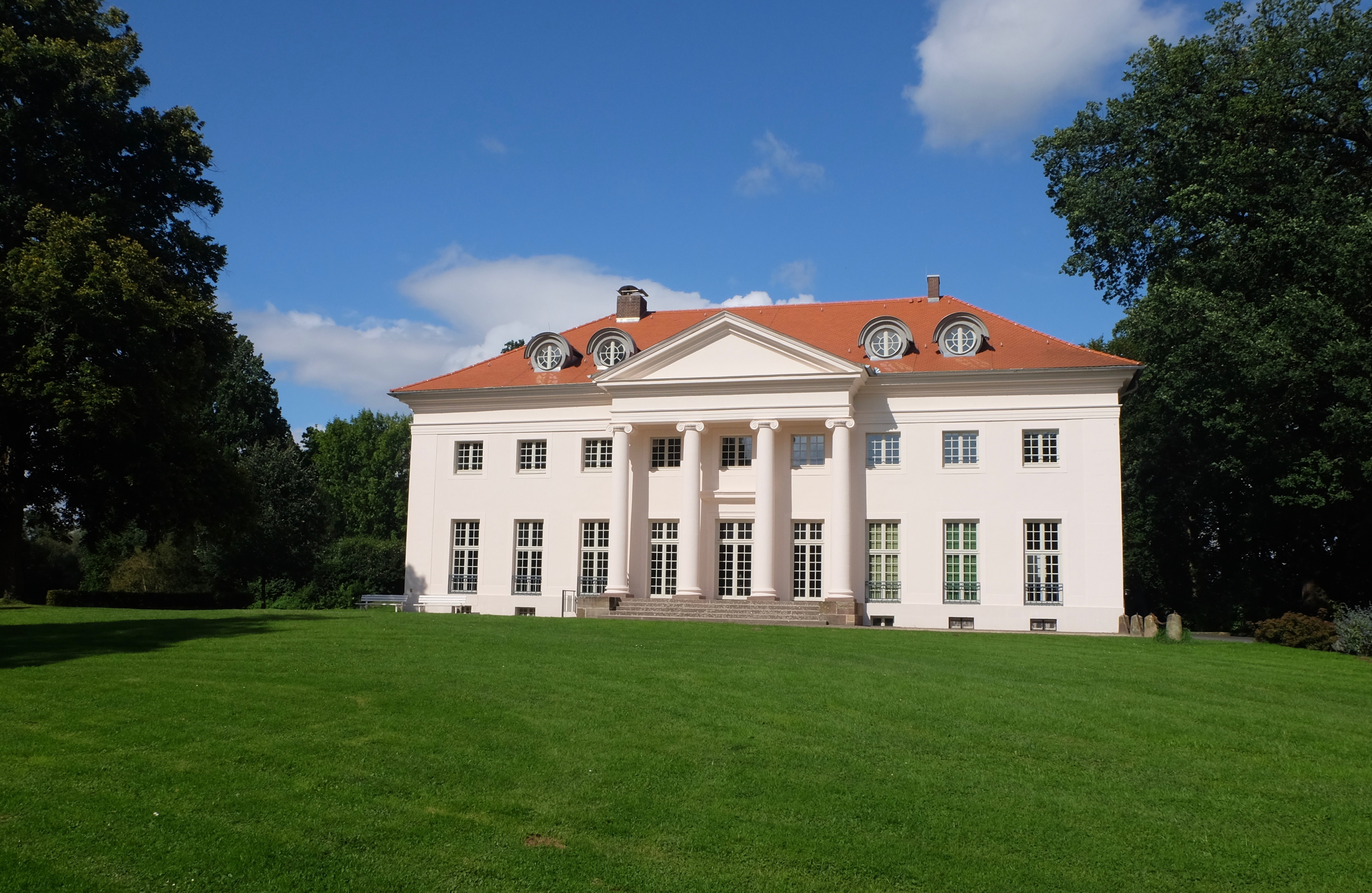
Schlösschen Schönburg

Das Schlösschen Schönburg (bis 1795 Montcherie genannt) ist ein frühklassizistisches Schloss in der Kleinstadt Hofgeismar im nordhessischen Landkreis Kassel (Deutschland).

## Geographische Lage
Das Schlösschen Schönburg steht in einem Park im Ortsteil Gesundbrunnen, der sich am Nordostrand der Kernstadt von Hofgeismar erstreckt. Es befindet sich auf etwa 150 m ü. NHN auf einem künstlich aufgeschütteten Hügel. Etwa 50 m südlich des Schlösschens liegt der Schwanenteich. Unweit östlich vorbei verläuft etwa an der Ostgrenze des Parks die Lempe, die wenige hundert Meter weiter westlich in die von Süden kommende Esse mündet.

## Geschichte
Das Schlösschen wurde von 1787 bis 1790 nach Plänen von Simon Louis du Ry für den Landgrafen Wilhelm IX., den späteren Kurfürsten Wilhelm I. von Hessen-Kassel, am Rande der ab 1701 in verschiedenen Bauphasen entstandenen mondänen Badeanlage, dem damaligen Bad Gesundbrunnen bei Hofgeismar erbaut. Das Staatsbad Gesundbrunnen wurde nach der preußischen Annexion Hessen-Kassels 1866 aufgelöst, und die Anlage ist heute Teil des Parks Gesundbrunnen.
Das kleine Schloss ist ein Höhepunkt frühklassizistischer Architektur. Der ursprünglich französische Name „Montcherie“ wurde 1795 durch den heutigen Namen ersetzt, der an die rund 1,8 km (Luftlinie) nördlich befindliche Burgruine Schöneberg erinnert.
Das Schloss war ursprünglich Wohnsitz des Landgrafen bzw. seit 1803 Kurfürsten Wilhelm während seiner Sommeraufenthalte. 1822/23 wurden das heutige Treppenhaus von dem Kasseler Hofarchitekten Johann Conrad Bromeis angebaut und die heute noch zum Teil erhaltene Ausstattung der Innenräume ausgeführt. Die Originaleinrichtung des kurfürstlichen Badezimmers ist noch heute erhalten. Von 2010 bis 2011 konnte mit Unterstützung des Landes Hessen das Badezimmer und die Deckenmalereien in zwei Eckräumen des Erdgeschosses restauriert und erhalten werden.
Seit 1952 wird das Gebäude von der Evangelischen Akademie Hofgeismar als Teil einer Tagungsstätte genutzt.
Bis 2016 wurde der davorliegende Gesundbrunnen einer umfangreichen Sanierung unterzogen. Eine Sanierung des Schlösschens soll folgen.
Von der Landeskonservatorin im Landesamt für Denkmalpflege Hessen, Roswitha Kaiser, wurde 2015 das Schlösschen als „zweifellos herausragendes Baudenkmal des Kasseler Klassizismus“ hervorgehoben.